# René Jungers
René Jungers (25 augustus 1929) is een Belgische voormalige atleet, die gespecialiseerd was in het hoogspringen. Hij veroverde twee Belgische titels.

## Biografie
Jungers werd in 1956 en 1957 Belgisch kampioen hoogspringen. Hij was aangesloten bij Union Sint-Gilles.

## Belgische kampioenschappen
| Onderdeel    | Jaar       |
| ------------ | ---------- |
| hoogspringen | 1956, 1957 |

## Persoonlijk record
| Onderdeel    | Prestatie | Datum | Plaats |
| ------------ | --------- | ----- | ------ |
| hoogspringen | 1,90 m    |       |        |

## Palmares
hoogspringen
- 1952:  BK AC – 1,75 m
- 1953:  BK AC – 1,75 m
- 1956:  BK AC – 1,85 m
- 1957:  BK AC – 1,85 m
- 1959:  BK AC – 1,80 m